# Jasmine Paolini
| jaar | rang enkelspel | rang dubbelspel |
| ---- | -------------- | --------------- |
| 2012 | –              | 1231            |
| 2013 | 624            | 927             |
| 2014 | 327            | –               |
| 2015 | 581            | –               |
| 2016 | 245            | 939             |
| 2017 | 137            | –               |
| 2018 | 190            | 758             |
| 2019 | 117            | 938             |
| 2020 | 95             | 263             |
| 2021 | 53             | 166             |
| 2022 | 59             | 141             |
| 2023 | 30             | 97              |
| 2024 | 4              | 10              |

Jasmine Paolini (Castelnuovo di Garfagnana, 4 januari 1996) is een tennisspeelster uit Italië. Paolini begon op zesjarige leeftijd met tennis omdat haar oom tennis speelde. Haar favoriete ondergrond is gravel of hardcourt. Zij speelt rechtshandig en heeft een tweehandige backhand. Zij is actief in het internationale tennis sinds 2011.

## Persoonlijk
Haar vader is Italiaans en zelf is zij in Italië geboren en getogen, maar haar moeder is van Pools-Ghanese afkomst. Dankzij haar Poolse roots spreekt zij redelijk goed Pools.

## Loopbaan
Paolini slaagde voor het kwalificatietoernooi van Roland Garros 2019 en maakte daarmee haar grandslamdebuut. In juni 2019 kwam zij binnen in de top 150 van de wereldranglijst en in november 2019 in de top 100.
Paolini stond in 2021 voor het eerst in een WTA-finale, op het toernooi van Saint-Malo – zij verloor van de Zwitserse Viktorija Golubic. Een maand later veroverde Paolini haar eerste WTA-titel, op het toernooi van Bol, door de Nederlandse Arantxa Rus te verslaan. Na nog een maand won Paolini haar eerste WTA-dubbelspeltitel, in Hamburg, samen met de Zwitserse Jil Teichmann. In september volgde haar tweede enkelspeltitel, op het WTA-toernooi van Portorož waar zij de Amerikaanse Alison Riske aftroefde.
In januari 2022 kwam zij binnen in de top 50 van het enkelspel.
Haar derde enkelspeltitel volgde in mei 2023, toen zij in de eindstrijd van het WTA-toernooi van Florence afrekende met de Amerikaanse Taylor Townsend. In oktober won zij haar tweede dubbelspeltitel op het WTA-toernooi van Monastir, waar zij ook in het enkelspel de finale bereikte (verloor van Elise Mertens). Hiermee trad zij toe tot de mondiale top 100 van het dubbelspel.
Op het Australian Open 2024 bereikte Paolini de vierde ronde in het enkelspel, haar beste grandslamresultaat tot dat moment. In februari won zij de enkelspeltitel op het WTA 1000-toernooi van Dubai – in de finale versloeg zij Anna Kalinskaja. Daarmee steeg zij naar de mondiale top 20 van het enkelspel. Na haar derde dubbelspeltitel, in februari in Linz aan de zijde van landgenote Sara Errani, bereikte zij op het WTA-toernooi van Miami met Errani de halve finale – daarmee kwam zij binnen op de top 50 van het dubbelspel. In mei wonnen Paolini en Errani het WTA 1000-toernooi van Rome. Op Roland Garros bereikte Paolini zowel de eindstrijd in het enkelspel als die in het vrouwendubbelspel (terug met Errani) – zij kon geen van beide finales winnend afsluiten, maar steeg in de ranglijsten wel naar de top tien in het enkelspel en de top twintig in het dubbelspel. In juli bereikte zij de finale op Wimbledon, die zij verloor van de Tsjechische Barbora Krejčíková. In augustus veroverde Paolini op de Olympische spelen van Parijs een gouden medaille, aan de zijde van Sara Errani – in de finale wonnen zij van Mirra Andrejeva en Diana Sjnajder. In oktober won zij met Errani het WTA 1000-toernooi van Peking. Daarmee maakte zij haar entrée tot de mondiale top tien van het dubbelspel. In het enkelspel steeg zij die maand naar de vierde plek op de wereldranglijst.
In januari 2025 klom zij in het dubbelspel naar de 7e plek van de wereldranglijst. In februari won zij met Errani het WTA 1000-toernooi van Doha. In mei won zij het WTA 1000-toernooi van Rome – in de finale versloeg zij de Amerikaanse Cori Gauff. Met Errani won zij daar ook de dubbelspeltitel. In juni won zij met Errani hun eerste gezamenlijke grandslamtitel op Roland Garros. Twee weken later bereikte zij met Errani de finale van het WTA 500-toernooi van Berlijn – daarmee steeg zij naar de vierde plaats van de dubbelspelranglijst.

### Tennis in teamverband
In de periode 2017–2024 maakte Paolini deel uit van het Italiaanse Fed Cup-team – zij behaalde daar een winst/verlies-balans van 12–14.

## Resultaten grandslamtoernooien
| Legenda | Legenda                          |
| ------- | -------------------------------- |
| g.t.    | geen toernooi gehouden           |
| l.c.    | lagere categorie                 |
| –       | niet deelgenomen                 |
| G       | uitgeschakeld in de groepsfase   |
| 1R      | uitgeschakeld in de eerste ronde |
| 2R      | uitgeschakeld in de tweede ronde |
| 3R      | uitgeschakeld in de derde ronde  |
| 4R      | uitgeschakeld in de vierde ronde |
| KF      | uitgeschakeld in de kwartfinale  |
| HF      | uitgeschakeld in de halve finale |
| F       | de finale verloren               |
| W       | het toernooi gewonnen            |
| w-v     | winst/verlies-balans             |

### Enkelspel
| toernooi        | 2019 | 2020 | 2021 | 2022 | 2023 | 2024 | 2025 |
| --------------- | ---- | ---- | ---- | ---- | ---- | ---- | ---- |
| Australian Open | –    | 1R   | 1R   | 1R   | 1R   | 4R   | 3R   |
| Roland Garros   | 1R   | 2R   | 2R   | 1R   | 2R   | F    | 4R   |
| Wimbledon       | –    | g.t. | 1R   | 1R   | 1R   | F    | 2R   |
| US Open         | –    | 1R   | 2R   | 1R   | 1R   | 4R   |      |

### Vrouwendubbelspel
| toernooi        | 2020 | 2021 | 2022 | 2023 | 2024 | 2025 |
| --------------- | ---- | ---- | ---- | ---- | ---- | ---- |
| Australian Open | –    | 3R   | 2R   | 1R   | 3R   | 2R   |
| Roland Garros   | 2R   | 1R   | 1R   | 2R   | F    | W    |
| Wimbledon       | g.t. | –    | 1R   | 1R   | 3R   | 2R   |
| US Open         | –    | 1R   | –    | 1R   | 2R   |      |

## Palmares
| Legenda                 |
| ----------------------- |
| Grandslamtoernooi       |
| Olympische Spelen       |
| Year-End Championships  |
| Premier Mandatory       |
| Premier Five / WTA 1000 |
| Premier / WTA 500       |
| International / WTA 250 |
| Challenger / WTA 125    |

### WTA-finaleplaatsen enkelspel
| nr.              | finale     | toernooi        | ondergrond    | tegenstandster     | score         |         |
| ---------------- | ---------- | --------------- | ------------- | ------------------ | ------------- | ------- |
| gewonnen finales |            |                 |               |                    |               |         |
| 1.               | 2021-06-12 | WTA Bol         | gravel        | Arantxa Rus        | 6-2, 7-6      | details |
| 2.               | 2021-09-19 | WTA Portorož    | hardcourt     | Alison Riske       | 7-6, 6-2      | details |
| 3.               | 2023-05-21 | WTA Florence    | gravel        | Taylor Townsend    | 6-3, 7-5      | details |
| 4.               | 2024-02-24 | WTA Dubai       | hardcourt     | Anna Kalinskaja    | 4-6, 7-5, 7-5 | details |
| 5.               | 2025-05-17 | WTA Rome        | gravel        | Cori Gauff         | 6-4, 6-2      | details |
| verloren finales |            |                 |               |                    |               |         |
| 1.               | 2021-05-09 | WTA Saint-Malo  | gravel        | Viktorija Golubic  | 1-6, 3-6      | details |
| 2.               | 2022-10-16 | WTA Cluj-Napoca | hardcourt (i) | Anna Blinkova      | 2-6, 6-3, 2-6 | details |
| 3.               | 2023-06-11 | WTA Makarska    | gravel        | Mayar Sherif       | 6-2, 6-7, 5-7 | details |
| 4.               | 2023-07-23 | WTA Palermo     | gravel        | Zheng Qinwen       | 4-6, 6-1, 1-6 | details |
| 5.               | 2023-10-22 | WTA Monastir    | hardcourt     | Elise Mertens      | 3-6, 0-6      | details |
| 6.               | 2024-06-08 | Roland Garros   | gravel        | Iga Świątek        | 2-6, 1-6      | details |
| 7.               | 2024-07-13 | Wimbledon       | gras          | Barbora Krejčíková | 2-6, 6-2, 4-6 | details |
| 8.               | 2025-08-18 | WTA Cincinnati  | hardcourt     | Iga Świątek        | 5-7, 4-6      | details |

### WTA-finaleplaatsen dubbelspel
| nr.              | finale     | toernooi      | ondergrond    | partner       | tegenstandsters                      | score            |         |
| ---------------- | ---------- | ------------- | ------------- | ------------- | ------------------------------------ | ---------------- | ------- |
| gewonnen finales |            |               |               |               |                                      |                  |         |
| 1.               | 2021-07-11 | WTA Hamburg   | gravel        | Jil Teichmann | Astra Sharma Rosalie van der Hoek    | 6-0, 6-4         | details |
| 2.               | 2023-10-21 | WTA Monastir  | hardcourt     | Sara Errani   | Mai Hontama Natalija Stevanović      | 2-6, 7-6, [10-6] | details |
| 3.               | 2024-02-04 | WTA Linz      | hardcourt (i) | Sara Errani   | Nicole Melichar-Martinez Ellen Perez | 7-5, 4-6, [10-7] | details |
| 4.               | 2024-05-19 | WTA Rome      | gravel        | Sara Errani   | Cori Gauff Erin Routliffe            | 6-3, 4-6, [10-8] | details |
| 5.               | 2024-08-04 | O.S. Parijs   | gravel        | Sara Errani   | Mirra Andrejeva Diana Sjnajder       | 2-6, 6-1, [10-7] | details |
| 6.               | 2024-10-06 | WTA Peking    | hardcourt     | Sara Errani   | Chan Hao-ching Veronika Koedermetova | 6-4, 6-4         | details |
| 7.               | 2025-02-15 | WTA Doha      | hardcourt     | Sara Errani   | Jiang Xinyu Wu Fang-hsien            | 7-5, 7-6         | details |
| 8.               | 2025-05-18 | WTA Rome      | gravel        | Sara Errani   | Veronika Koedermetova Elise Mertens  | 6-4, 7-5         | details |
| 9.               | 2025-06-08 | Roland Garros | gravel        | Sara Errani   | Anna Danilina Aleksandra Krunić      | 6-4, 2-6, 6-1    | details |
| verloren finales |            |               |               |               |                                      |                  |         |
| 1.               | 2022-01-09 | WTA Melbourne | hardcourt     | Sara Errani   | Asia Muhammad Jessica Pegula         | 3-6, 1-6         | details |
| 2.               | 2024-06-09 | Roland Garros | gravel        | Sara Errani   | Cori Gauff Kateřina Siniaková        | 6-7, 3-6         | details |
| 3.               | 2025-06-22 | WTA Berlijn   | gras          | Sara Errani   | Tereza Mihalíková Olivia Nicholls    | 6-4, 2-6, [6-10] | details |